# Transportföretagen
Transportföretagen, tidigare TransportGruppen, är en samarbetsorganisation för arbetsgivar- och branschförbund inom transportnäringen. Transportföretagen består av sju förbund och samlar cirka 9 000 medlemsföretag med över 200 000 anställda. Transportföretagen är en förbundsgrupp inom Svenskt Näringsliv.

## Historik
TransportGruppen (nuvarande Transportföretagen) bildades 1992 av Biltrafikens, Motorbranschens och Petroleumbranschens Arbetsgivareförbund. Vid denna tid slogs många förbund inom Svenska Arbetsgivareföreningen samman för att på så sätt få ökad styrka gentemot sina fackliga motparter. Med ett samägt servicebolag kunde de tre transportförbunden också samordna resurser och kompetens, och få en flexibel och effektiv verksamhet. 1997 tillkom Bussarbetsgivarna genom en avknoppning från Biltrafikens Arbetsgivareförbund. Senare anslöt sig även Förbundet Sveriges Hamnar år 1999. År 2000 bildades Sjöfartens Arbetsgivareförbund och anslöt sig till Transportföretagen. Flygarbetsgivarna anslöt sig år 2003 (sedan 2011 Svenska Flygbranschen). Vid årsskiftet 2008 tillkom Transportindustriförbundet. 2014 slogs Bussarbetsgivarna samman med Svenska Bussbranschens Riksförbund som gick in i förbundet och bildade Sveriges Bussföretag. I juni 2015 bytte TransportGruppen namn till Transportföretagen - ett för organisationen tydligare namn. Mellan 2017 och 2020 ingick även Säkerhetsföretagen. 2021 slogs Motorbranschens och Petroleumbranschens förbund samman. 

## Medlemmar
- Biltrafikens Arbetsgivareförbund
- Sveriges Bussföretag
- Svenska Flygbranschen,
- Motorbranschens Arbetsgivareförbund
- Sjöfartens Arbetsgivareförbund, som är ett rent arbetsgivarförbund
- Sveriges Hamnar,
- Transportindustriförbundet, som är ett rent branschförbund

Verksamheten spänner över ett brett fält och omfattar arbetsrätt, lönebildning, kollektivavtal, EU-samarbete, utbildnings-, kompetensutvecklings- och arbetsmarknadsfrågor. Transportföretagen har även bransch- och näringspolitiska frågor på agendan. Detta arbete syftar till att lyfta fram transportnäringens betydelse för människor, företag och samhälle, att folkbilda.

## Ledning

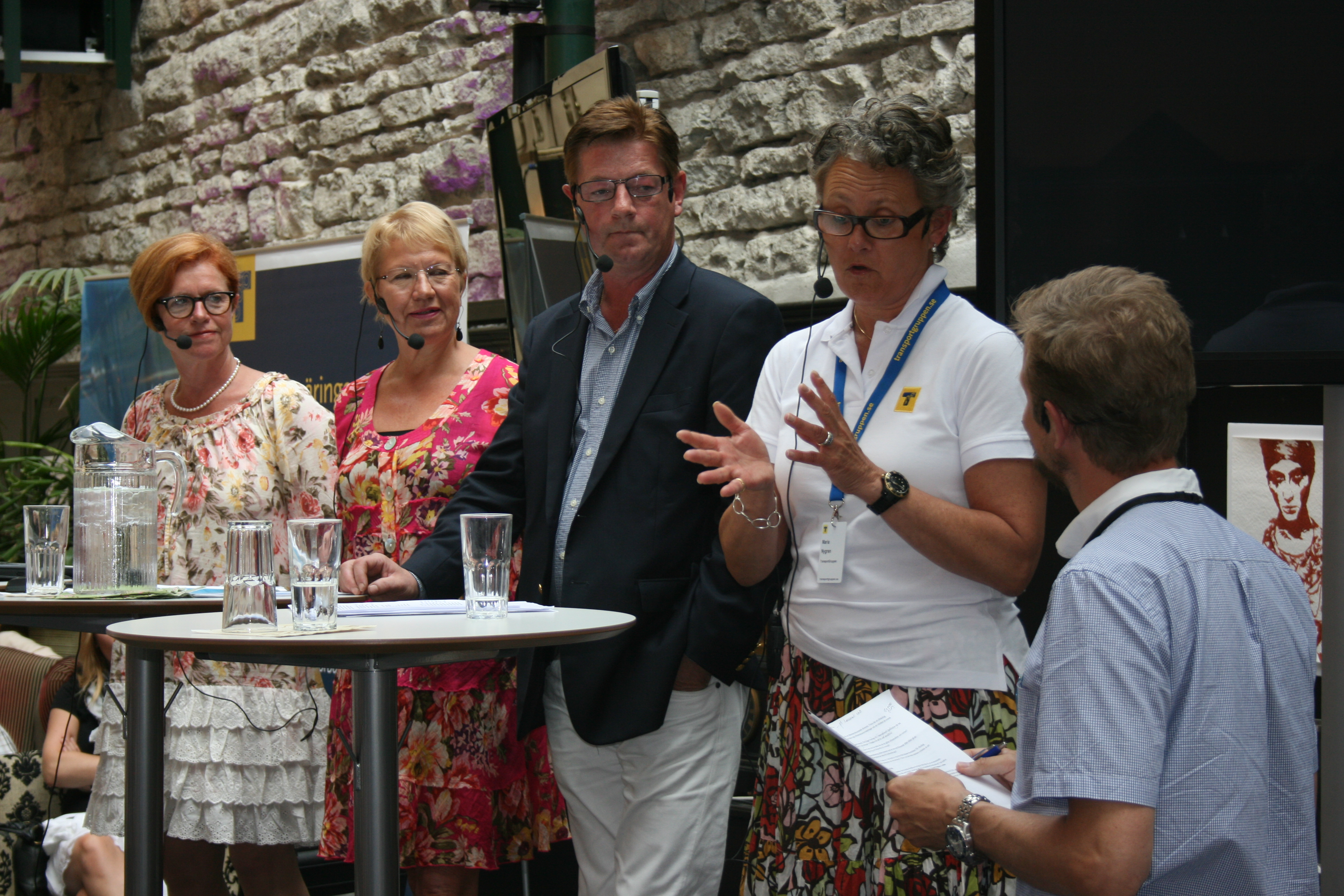
Maria Nygren, 2011

Transportföretagens första verkställande direktör var Peter Jeppsson 1997-2015 som efterträddes av Mattias Dahl 2016-2019. Sedan slutet av 2019 är Marcus Dahlsten vd.